# 金尼 (明尼蘇達州)
金尼（英語：Kinney）是一個位於美國明尼蘇達州聖路易斯縣的城市。

## 人口
根據2020年美國人口普查的數據，金尼的面積為10.68平方千米，當中陸地面積為10.13平方千米，而水域面積為0.55平方千米。當地共有人口152人，而人口密度為每平方千米14人。